# Атанас Буовски
Атанас (Аце) Попкостов (Костадинов), известен като Буовски, е български зограф от XIX-XX век. Рисува икони и стенописи. Добър колорист.

## Биография
Роден е в 1856 година в леринското село Буф в семейството на поп Константин Буфски. Баща му бяга от османския солунски затвор и се установява в свободна България – в Кюстендил, където към него по-късно се присъединява и синът му.
Атанас работи в църквата „Света Марина“ в Ласкарево, където изписва стените и иконите. Над южната врата отвътре има надпис: „Всичката живопись въвъ черквата „Св. Марина“, иконостаса съсъ голѣми и малки икони и сички други изображения и украшения по зидоветѣ, дирецитѣ и тавана, се извърши съсъ иждивение на г. Недѣлча Златковъ от с. Бождово вѣчна му память, покойня 1885 униіе 15 от рука Атанасова поп К. иконописец“. Иконата на Света Марина е датирана 1884 година, а тази на Света Богородица има надпис „ѿ руки Атанасова поп К = иконопісец 1884 октомвріе 5“. В притвора е голямата сцена „Водене на болния при врачката“. Колоритът на изображенията е добър, лицата и ръцете са в топли и приятни тонове, а облеклата са хармонизирани.
След установяването му в Кюстендил Атанас изоставя живописта и се отдава и на строителство и бояджийство. Изгражда църквите в няколоко кюстендилски села – „Свети Димитър“ в Еремия, „Свети Димитър“ във Вратца, „Свети Илия“ в Лисец, „Възнесение Господне“ в Раненци и „Свети Георги“ в Друмохар. Автори е и на иконостасите в тях – обикновени дъсчени, но с резбовани царски двери.
Умира на 1 април 1941 година.
Неговото име носят известните Буовски скали над Кюстендил (често погрешно наричани Бухалски скали) на северозападния скат на хълма Хисарлъка, който е собственик на имот в подножието им.